# アラモドーム
アラモドーム（Alamodome）はテキサス州サンアントニオにある屋内競技場。

## 概要
1993年5月15日にこけら落とし。アラモボウルやアメリカ陸軍オールアメリカンボウルが毎年開催されている。また、2005年には本拠地がハリケーン・カトリーナの被害を受けたNFLのニューオーリンズ・セインツが暫定的に本拠地として3試合を行った。
また、かつてはNBAのサンアントニオ・スパーズ本拠地であったが、2002年にAT&Tセンター（現在フロストバンク・センター）に移転した。2018年にはNCAA男子バスケットボールトーナメントのファイナル・フォーが行なわれた(過去4度開催されている)。
近年ではプロボクシングのビッグファイトが開催されるアリーナとしても知られており、2003年11月15日にはこの会場でマニー・パッキャオ（ フィリピン）対マルコ・アントニオ・バレラ（ メキシコ）戦が開催された。2023年1月28日にはロイヤルランブルが開催。
2023年にはXFL、2024年以降はUFLのサンアントニオ・ブラーマスが本拠地を置く。